# Forti e castelli, Volta, Grande Accra, Regione Centrale e Occidentale
Forti e castelli, Volta, Grande Accra, Regione Centrale e Occidentale è il nome collettivo con cui è stato designato un insieme di fortificazioni che si trovano in Ghana. 

## Storia
Gli edifici sono stati costruiti tra il 1482 e il 1786 sul tratto di quella che in epoca coloniale era chiamata Costa d'Oro e che comprende la costa ghanese dalle località di Keta ad est e Beyin a ovest. Questi edifici vennero costruiti in stile occidentale soprattutto da portoghesi, olandesi e britannici. 

## Elenco dei siti
Nel 1979 diversi fra questi edifici (che, come esplicita il nome, si trovano nelle regioni ghanesi chiamate Volta, Grande Accra, Regione Occidentale e Regione Centrale) vennero inseriti nell'elenco dei Patrimoni dell'umanità dell'UNESCO e in particolare si tratta di:
Tre castelli
- Castello di Elmina, Elmina
- Cape Coast Castle a Cape Coast
- Castello di Christiansborg a Osu

Quindici forti
- Fort Goede Hoop, Senya Beraku
- Fort Patience (Fort Leysaemhyt), Apam
- Fort Amsterdam, Abandzi
- Fort Coenraadsburg (St. Jago), Elmina
- Forte San Sebastian, Shama
- Forte Metal Cross, Dixcove
- Forte Santo Antonio, Axim
- Fort Orange, Sekondi
- Fort Groß Friedrichsburg, Princesstown
- William (Faro), Cape Coast
- Fort William, Anomabu
- Fort Victoria, Cape Coast
- Fort Ussher, Usshertown,  Accra
- Fort James, Jamestown,
- Accra e Apollonia, Beyin

Quattro forti in rovina
- Forte Amsterdam, Abandze
- English Fort at British  Komenda
- Fort Batenstein, Butre
- Fort Prinzenstein, Keta

Quattro rovine con resti di strutture fortificate
- Fort Nassau, Mouri
- Fort Fredensborg, Old Ningo
- Fort Vredenburgh, Komenda
- Fort Vernon, Prampram e Fort Dorothea, Akwida

Due siti con tracce di antiche fortificazioni
- Fort Frederiksborg, Amanful
- Cape Coast e Augustaborg, Teshie, Accra